# Mayra Tjin-A-Koeng
Mayra Tjin-A-Koeng (6 juni 1999) is een Nederlandsse voetbalkeeper met de  Surinaamse voetbalnationaliteit. Ze speelt in de Nederlandse Topklasse en komt uit voor het Surinaams voetbalelftal.

## Carrière
Mayra Tjin-A-Koeng begon rond haar 6e als voetbalkeepster. Ze speelde tijdens haar jeugd voor Lycurgus in Groningen en sinds ongeveer haar 11e bij MC1 De Held in Hoogkerk. Rond 2017 keepte ze voor VV Helpman en rond 2019 voor ACV Assen. Begin jaren 2020 is ze keeper voor Be Quick '28 in Zwolle.
Omdat haar vader in Suriname Is geboren, werd ze in circa 2022 door Brian Tevreden gevraagd om met een Surinaams sportpaspoort aan te treden in het Surinaams voetbalelftal. Dit was de eerste keer dat vrouwen uit de Surinaamse diaspora met het Surinaamse elftal meespeelden. Tijdens de kwalificatiewedstrijden voor het Wereldkampioenschap voetbal vrouwen van 2023 stond ze meteen in de basis. Ze speelde haar eerste wedstrijd tegen Mexico die nummer 20 op de wereldranglijst stond; Suriname stond rond de honderd plekken daaronder. Suriname rekende op een verdedigende wedstrijd. Desondanks kreeg Tjin-A-Koeng nog 33 schoten op het doel waarvan ze er 24 buiten wist te houden. Suriname verloor de wedstrijd met 9-0. Tegen Anguilla wist ze het doel schoon te houden en werd gewonnen met 5-0. In april 2022 stond ze opnieuw onder de lat in de WK-kwalificatiewedstrijd tegen Puerto Rico. Deze uitwedstrijd werd verloren met 2-0.